# Теодор фон Хойглин
Теодор фон Хойглин (на немски: Theodor von Heuglin) е германски зоолог, изследовател на Африка.

## Биография

### Произход и образование
Роден е на 20 март 1824 година в Хиршланден, Кралство Вюртемберг. Той е най-голямото от шестте деца в семейство на евангелистки пастор. След завършване на гимназия през 1839 година учи металургия в Лудвигсбург. През 1842 – 1843 година следва в Политехническия институт в Щутгарт.
От 1843 до 1845 година работи в металургично предприятие, а през 1846 година става асистент на принца на Фюрстемберг. По това време се увлича от естествознанието и по конкретно – орнитологията. През 1850 година се отказва от работата си като чиновник и заминава за Африка.

### Експедиции (1850 – 1876)
През 1850 година пристига в Египет и започва усилено изучаване на арабски език. Провежда изследвания по египетското крайбрежие на Червено море. През 1851 година е назначен за секретар на австрийското консулство в Хартум и през 1852 – 1853 година съпровожда австрийския консул К. Райтц до Абисиния с дипломатическа цел. През 1854 година извършва орнитоложки изследвания в областта Кордофан.
През 1856 г. изследва пустинната област Байюда (в коляното на Нил), а през 1857 г. – африканските брегове на Червено море и Аденския залив. Тези свои пътешествия Хайглин описва в книгите си „Дневник на пътешествията от Хартум в Абисиния“ и „Пътешествия по Североизточна Африка“, издадени в Гота през 1857 година.
През 1861 година възглавява експедиция, организирана със средства събрани чрез подписка в Германия, за търсене на изчезналия без вест в Централен Судан Едуард Фогел. В експедицията участват няколко германски учени: Херман Щайднер, Теодор Кинцелбах, Мартин Лудвиг Ханзал и Херман Шуберт и швейцарецът Вернер Мунцингер. През 1861 – 1862 година извършва пътешествие от Масауа през Адуа, Гондар и Дебра-Табор в областта Шоа в Етиопия и от там през Галабат и Гедареф през 1862 година се завръща в Хартум. Пътешествието си описва в книгите „Die deutsche Expedition in Ostafrika“ (Гота, 1864) и „Reise nach Abessinien, den Galla-Ländern, Ost-Sudan und Chartum“ (Jena, 1868), които многократно увеличават информацията за Етиопия.
През 1863 година в Хартум заедно с Херман Щайднер се присъединяват към експедицията на Александрина Тине. След завръщането си в Европа Хойглин описва интересните си преживявания по време на тази експедиция в книгата си „Reise in das Gebiet des Weissen Nil und seiner westlichen Zuflüsse“ (Leipzig, 1869). По материали от тази и предишните си пътешествия той подготвя и през 1865 година издава фундаменталния си труд „Ornithologie Nordostafrikas“ (Kassell, 1869).
През лятото на 1870 година изследва островите Едж и Баренц в архипелага Шпицберген, като пътуването си описва в „Reisen nach dem Nordpolarmeere“ (1872 – 74).
През 1875 – 1876 година изследва крайбрежието на Червено море между Суакин на север и Масауа на юг. Описанието на това негово последно пътуване е издадено след смъртта му през 1877 г. в Брауншвайг под заглавието „Reise in Nordostafrika“.
Умира на 5 ноември 1876 година в Щутгарт на 52-годишна възраст.